# Arroz de Polvo

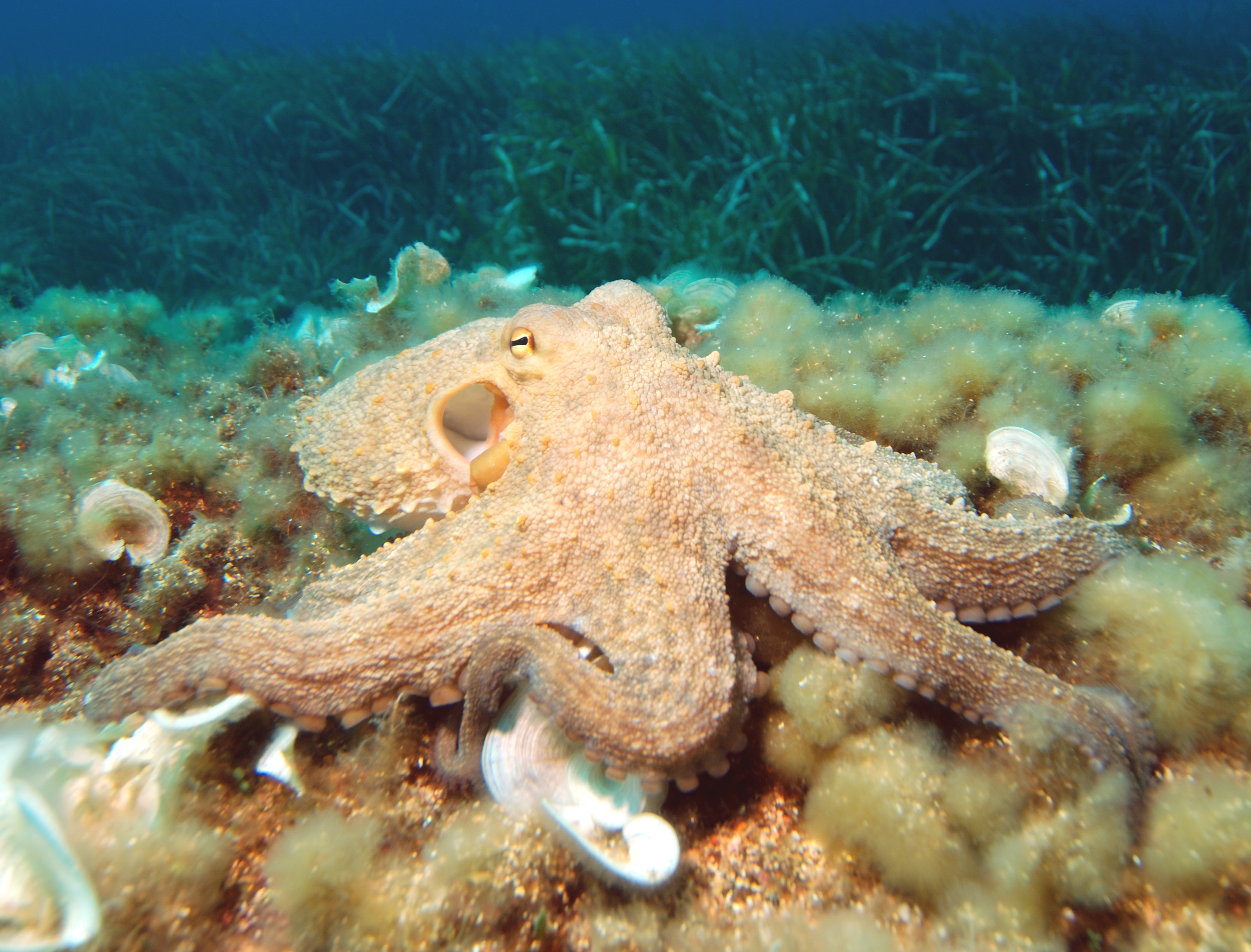
Animal usado no Arroz de Polvo (O Polvo)

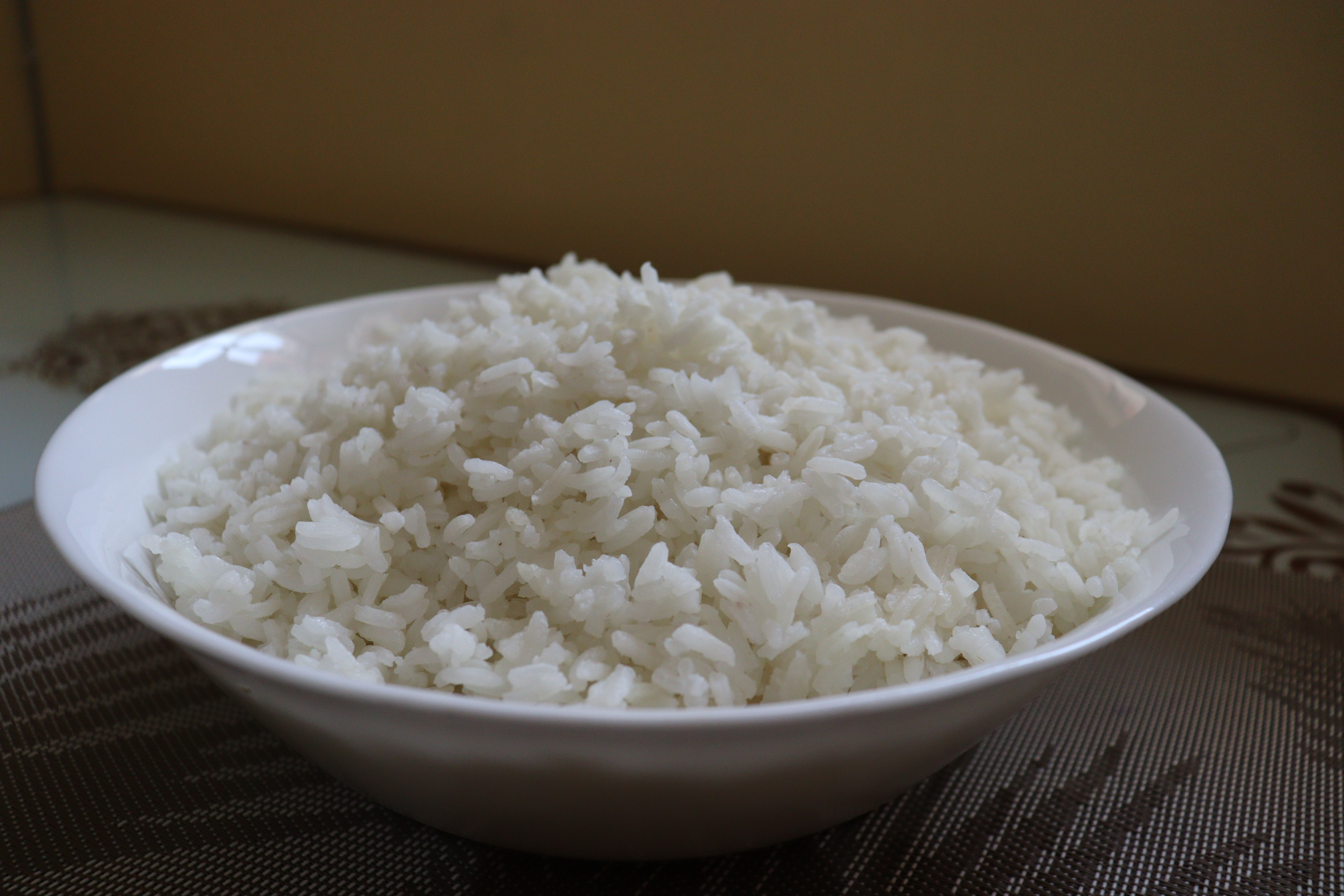
Ingrediente usado no Arroz de Polvo (O Arroz)

Arroz de Polvo é um prato de origem portuguesa com polvo. É um dos principais pratos confecionados com este molusco, consiste em ferver o polvo, cebola, alho, azeite, tomate, pimento vermelho, sal, malagueta e como é obvio arroz. Dependendo do gosto pode levar coentros e uma folha de louro, pode ser temperado com vinho branco.

## História
Esta iguaria marítima tem princípio nas comunidades pesqueiras e costeiras. Principalmente no Mediterrâneo, na América Latina e em outras áreas costeiras, remonta a algumas gerações de pescadores que, de forma criativa, encontraram maneiras de incorporar o polvo às suas refeições e assim chegaram ao arroz de polvo, mostrou-se uma opção saborosa e nutritiva. O polvo era facilmente encontrado nas águas do Atlântico.